# Chrysobalanus cuspidatus
Chrysobalanus cuspidatus là một loài thực vật có hoa trong họ Cám. Loài này được Griseb. ex Duss mô tả khoa học đầu tiên năm 1897.